# Aneta Langerová
Aneta Langerová (* 26. listopadu 1986 Benešov) je česká zpěvačka, hudebnice a skladatelka, která v roce 2004 vyhrála první řadu hudební talentové soutěže Česko hledá SuperStar.

## Životopis
Od šesti let navštěvovala klavír v lidové škole umění. Po dvou letech se přihlásila na kytaru do sboru Jiřího Bardy v Říčanech, kde začala také zpívat jak se sborem, tak sólově. Ve čtrnácti letech se stala součástí kapely SPB (Spolek přátel bigbítu) na Sázavě. Vystudovala Českoslovanskou akademii obchodní Dr. Edvarda Beneše v Resslově ulici.
Vyhrála televizní pěveckou soutěž DO-RE-MI a postoupila do finále Rozjezdů pro hvězdy. V červnu 2004 zvítězila v první řadě hudební talentové soutěže Česko hledá SuperStar, která jí pomohla prorazit na českou hudební scénu. V témže roce vydala album Spousta andělů a 9. září 2005 druhou desku v podobě záznamu koncertu Spousta andělů: koncert, vydaného i na DVD pod názvem Spousta Andělů ...na cestě. Druhým studiovým počinem se stala deska Dotyk (2007), která se sice pro svůj alternativní nádech nedobrala takovým číslům v prodejnosti jako debut, ale rovněž se stala nejprodávanější deskou v Česku. Třetí album Jsem bylo vydáno v roce 2009 a podle zpěvačky se mělo jednat o zlatý střed mezi popovým debutem a následujícím alternativním Dotykem.
V roce 2010 se s Michalem Kurtišem umístila na druhém místě čtvrté řady taneční show StarDance …když hvězdy tančí. Devět let byla patronkou projektu Světluška Nadace Českého rozhlasu, zaměřeného na pomoc nevidomým a slabozrakým. Dne 20. října 2005 se na jejím benefičním koncertu Aneta pro Světlušku v pražské Lucerně vybralo pro nadaci více než pět milionů korun. V roce 2017 hrála hlavní roli v životopisném filmu 8 hlav šílenství režisérky Marty Novákové o ruské básnířce Anně Alexandrovně Barkovové. V listopadu 2020 vydala album Dvě slunce.
Členy její kapely se stali hudebníci:
- housle: Veronika Vališová
- kytara: Ludvík Kulich
- baskytara: Miloš Klápště
- klávesy: Jakub Zitko
- bicí: Martin Kopřiva
- violoncello: Dorota Barová

## Diskografie

### Studiová alba
- 2004 – Spousta andělů
- 2007 – Dotyk
- 2009 – Jsem
- 2014 – Na Radosti
- 2020 – Dvě slunce

### Živá alba
- 2005 – Spousta andělů – Koncert
- 2012 – Pár míst…
- 2017 – Na vlně Radosti

### DVD
- 2005 – Spousta Andělů ...na cestě
- 2017 – Na vlně radosti – s živým záznamem koncertu v pražském Foru Karlín, které vyšlo 22. září 2017

### Singly
- Malá mořská víla, 2007
- Svatá Kordula, 2014
- Tráva, 2014
- Tragédie u nás na vsi, 2015
- Hvězda, 2016
- Karaganda 35 (píseň k filmu 8 hlav šílenství), 2017
- Konečně, 2020
- Rozhodnutia, 2020
- Bílý Den, 2020
- Dvě slunce, 2020
- Tělo 2086, 2021
- Jak krásné je být milován, 2021
- Zázračná písně krajina 2024

### EP
- Konečně, 2020 – s Korben Dallas

Zpívá také v písních:
- Navěky na albu Anglické jahody – Tomáš Klus (2008),
- Plamen na albu Noc a den – Michal Hrůza (2012),
- Denim blue a Baroko na albu Tribute – Michal Horáček (2012),
- Tvůj bílý šátek na albu Wabi & Ďáblovo stádo – Wabi Daněk (2012),
- Stopy zahladím na albu G2 Acoustic Stage – Michal Hrůza (2013),
- S pleťovou maskou na tváři na albu Český kalendář – Michal Horáček (2013)
- Nevidomá dívka a Salome na albu Karel Kryl 70 (2014),
- Já chci být volná a Život není pes na albu Magický hlas rebelky – Marta Kubišová (2014),
- Babylónská věž na albu Gaia písničkářky Radůzy (2014),
- Sen na albu Kam Ideme slovenské skupiny Korben Dallas (2015).

## Ocenění (výběr)

### 2004
- Český slavík – Objev roku
- Andělé 2004 – Zpěvačka roku, Objev roku,
- Videoklip roku – cena diváků (Hříšná těla křídla motýlí)
- Televizní ceny TýTý – Zpěvačka roku
- Deska roku 2004 / Ceny IFPI – Nejprodávanější album roku (Spousta andělů)

### 2005
- Český slavík – Zpěvačka roku
- Andělé 2005 – Videoklip roku – cena diváků (Voda živá),
- Cena prezidenta APH za charitativní počin "Aneta pro Světlušku"
- Žebřík – výroční ceny časopisu Report – Zpěvačka roku, Osobnost roku
- Ceny hudební televize Óčko – Zpěvačka roku, Osobnost roku, Nejlepší pop
- Televizní ceny TýTý – zpěvačka roku a absolutní vítěz
- Deska roku 2005 / Ceny IFPI – Hudební DVD "Spousta Andělů … na cestě", zpěvačka roku za "Spousta andělů"

### 2006
- Český slavík – zpěvačka roku
- Ceny hudební televize Óčko – Zpěvačka roku
- Žebřík – výroční ceny časopisu Report – Zpěvačka roku

### 2007
- Žebřík 2007 Loap Awards – výroční ceny časopisu Report – Zpěvačka roku
- Anděl Allianz 2007 – ceny Akademie populární hudby – Zpěvačka roku
- Deska roku 2007 – CD "Dotyk"

### 2008
- Ceny hudební televize Óčko – Zpěvačka roku
- Žebřík – Zpěvačka, Skladba Vysoké napětí

### 2009
- Ceny hudební televize Óčko – Zpěvačka roku, celkový vítěz Cool osobnost roku
- Anděl Allianz 2009 – Skladba roku za píseň „V bezvětří", 2. místo v kategorii Zpěvačka roku
- Žebřík – Skladba roku, Album roku – Jsem, Zpěvačka roku
- Zlatý Otto (časopis BRAVO pro mladistvé)
- Jetix (dětská televizní anketa)
- Žebřík (hudební časopis Report)
- Rock & Pop (hudební časopis)
- Internetové hudební ceny Music server, Hit roku a další
- vítězství v hitparádě World Chart Express hudební stanice MTV

### 2010
- Ceny hudební televize Óčko – Zpěvačka roku
- Žebřík – výroční ceny časopisu Report – Zpěvačka roku

### 2012
- Ceny Anděl 2012 – Zpěvačka roku

### 2013
- Český slavík – 3. místo v kategorii zpěvačka

### 2014
- Ceny Anděl 2014 – Album roku Na Radosti, Zpěvačka roku, Skladba roku (Tráva), Videoklip roku (Tráva)
- Žebřík – výroční ceny časopisu Report – Zpěvačka roku, Album Na Radosti, Skladba roku (Tráva)

### 2015
- Žebřík – výroční ceny časopisu Report – Zpěvačka roku
- Žánrové Ceny Anděl 2015 – Videoklip roku (Tragédie u nás na vsi)

### 2016
- Žebřík – výroční ceny časopisu Report – 2. místo v kategorii zpěvačka

## Vystoupení ve StarDance
Ve čtvrté řadě taneční show StarDance …když hvězdy tančí obsadila 2. místo s tanečníkem Michalem Kurtišem.
- TOP 40 – „Ironic“ (Alanis Morissette)
- TOP 10 – „Thank You“ (Alanis Morissette)
- TOP 09 – „Thorn In My Side“ (Eurythmics)
- TOP 08 – „Mít rád bližního svého“ (Bára Basiková)
- TOP 07 – „Da Doo Ron“ (Crystals)
- TOP 06 – „Zhasněte lampióny“ (Yvetta Simonová)
- TOP 05 – „Still Loving You“ (Scorpions)
- TOP 04 – „Take My Breath Away“ (Berlin)
- TOP 04 – „Whisky, to je moje gusto“ (Yvetta Simonová)
- TOP 03 – „I'm Outta Love“ (Anastacia)
- TOP 03 – „Roň slzy“ (Yvonne Přenosilová)
- TOP 02 – „Thank You“ (Alanis Morissette)
- TOP 02 – „I'm Outta Love“ (Anastacia)
- TOP 02 – „Letím ke hvězdám“

## Píseň pro Olgu

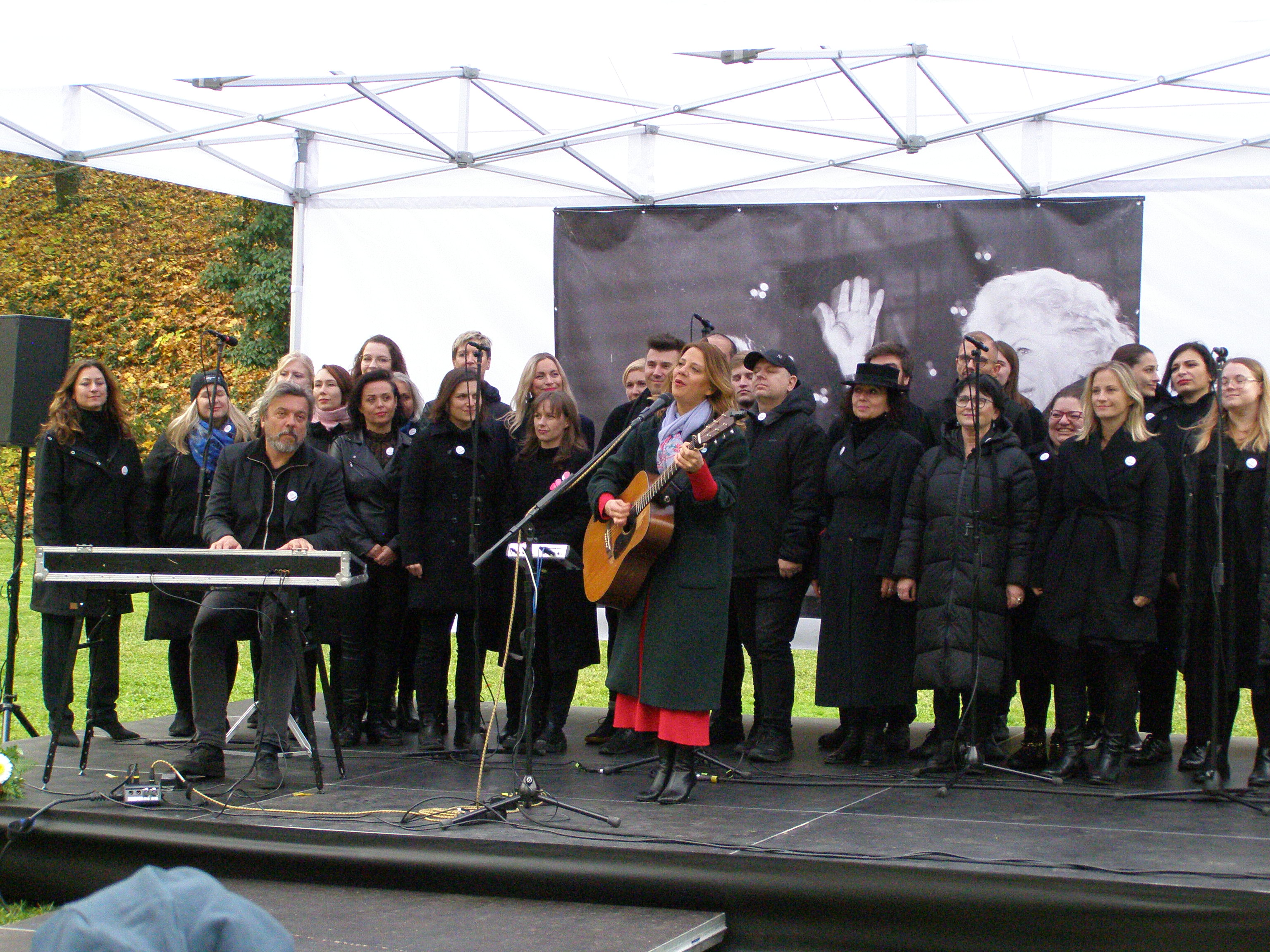
Aneta Langerová v popředí sboru, který zpívá píseň pro Olgu Havlovou

V roce nedožitých devadesátin Olgy Havlové (na popud Výboru dobré vůle – Nadace Olgy Havlové) zkomponovala Aneta Langerová a nahrála s klavíristou a producentem Jakubem Zitkem a souborem Maranatha Gospel Choir Píseň pro Olgu. Píseň měla premiéru na benefičním koncertu v Praze 14. března 2023 v prostorách pražského Konferenčního centra České národní banky.